# Кокосово мляко
Вижте пояснителната страница за други значения на Кокос.
Кокосово мляко е течността, която се добива от месестата част (копра) на узрял кокосов орех. Непрозрачността и богатият вкус на кокосовото мляко се дължат на високото му съдържание на кокосово масло, по-голямата част от което представляват наситени мазнини. Кокосовото мляко е традиционна хранителна съставка в Югоизточна Азия, Южна Азия, Карибския регион и северните части на Южна Америка.
Кокосовото мляко се различава от кокосовата вода по своята по-плътна консистенция и по-млекообразнен вид. За разлика от кокосовата вода, която е течността, намираща се директно във вътрешността на кокосовия орех, кокосовото мляко е резултат от стриването на месестата част на плода.

## Приготвяне
Кокосовото мляко традиционно се добива чрез настъргване на вътрешната бяла месеста част на кафяв кокосов орех и смесването ѝ с малко количество вода с цел да се разредят мазнините. Процесът на рендосване може да се прави ръчно или чрез машина.
Кокосовото мляко съдържа до 24% мазнини, в зависимост от мазнината на кокоса и количеството добавена вода. Млякото бива два типа – плътно и рядко. Плътното кокосово мляко обичайно съдържа 20 – 22% мазнини, докато рядкото съдържа 5 – 7% мазнини. Плътното мляко се приготвя чрез пряко изстискване на настъргания кокос през марля. Рядкото мляко се произвежда чрез накисване на настъргания кокос във вода, след което той се изстисква до получаването на по-рядка течност. Плътното мляко съдържа разтворими, суспендирани твърди вещества, които го правят добра съставка за десерти и богати сосове. Тъй като рядкото мляко не съдържа такива частици, то се използва най-вече при по-общото готвене.
Когато се охлади и се остави да се сгъсти, кокосовата сметана се издига нагоре и се отделя от млякото. За да се избегне това при кокосовото мляко в магазините, се налага използването на емулсии и стабилизатори.

## Кулинария

### Храна
Кокосовото мляко може да се използва както в сладки, така и в солени ястия. В кухните на много тропически и азиатски страни това е традиционна съставка за кърита и други ястия, включително десерти. Кокосовият ориз представлява ориз, сготвен с кокосово мляко, и се яде в Югоизточна Азия и Карибския регион. Малайзийската версия на кокосовия ориз се нарича наси лемак, докато същото ястие се нарича наси удук в Индонезия. Кокосовото мляко се използва и за приготвяне на традиционните азиатски палачинки сераби.
В Бразилия, кокосовото мляко се използва основно в кухнята на североизточните части, най-вече в морски яхнии и десерти. В Колумбия и Панама, настърганият кокос и мляко се използват за направата на сладко титоте. Във Венецуела, някои месни ястия се приготвят с кокосово мляко и надробена риба (мохито ен коко).

### Напитка
В Югоизточна Азия, кокосовото мляко се използва за приготвяне на множество традиционни напитки. Цендол е популярна ледена напитка от този регион, която съдържа охладено кокосово мляко и зелено желе от оризово брашно. Кокосовото мляко се използва и в топли напитки като бандрек и баджигур, две популярни напитки в Индонезия. Подсладеното кокосово мляко и разреденото кокосово мляко с вода са популярни напитки в Южен Китай и Тайван.
Желеобразната месеста част от вътрешността на кокосовия орех често се добавя към кокосова вода за приготвяне на тропически напитки. Например, в Бразилия кокосовото мляко се смесва със захар и кашаса за приготвянето на коктейла батида де коко.:с. 183 В Пуерто Рико тропическите напитки с кокосово мляко също са популярни: пиня колада и кокито.

## Хранителна стойност
В порция от 100 милилитра сурово кокосово мляко се съдържат 230 килокалории. Съдържат се 68% вода, 24% мазнини, 6% въглехидрати и 2% протеини. Мазнините включват 21 грама наситени мазнини, половината от които са лауринова киселина.
Кокосовото мляко е богат източник на манган и добър източник на фосфор, желязо и магнезий.

## Въздействие върху здравето
Една от основните съставки на кокосовото мляко е кокосовото масло, което много здравни организации съветват да не се консумира в големи количества, поради високите му нива на наситени мазнини. Прекомерната консумация на кокосово мляко може да повиши нивата на холестерола в кръвта, поради високото му съдържание на лауринова киселина – наситена мазнина, която повишава нивата на липопритеини с висока плътност.

## Градинарство
През 1943 г. е открито, че кокосовото мляко може активно да поощрява растежа на растенията. Макар да съществуват множество фактори за това, основната причина е наличието на цитокинина зеатин в кокосовото мляко. И докато това вещество ускорява растежа на растенията по принцип, това не важи при някои растения като репичките.:с. 8 Обаче, когато се добави 10% кокосово мляко към субстрата, в който се отглежда пшеница, тогава се забелязват значителни подобрения в растежа.